# Restio occultus
Restio occultus là một loài thực vật có hoa trong họ Restionaceae. Loài này được (Mast.) Pillans miêu tả khoa học đầu tiên năm 1928.